# Juri Iwanowitsch Simonow

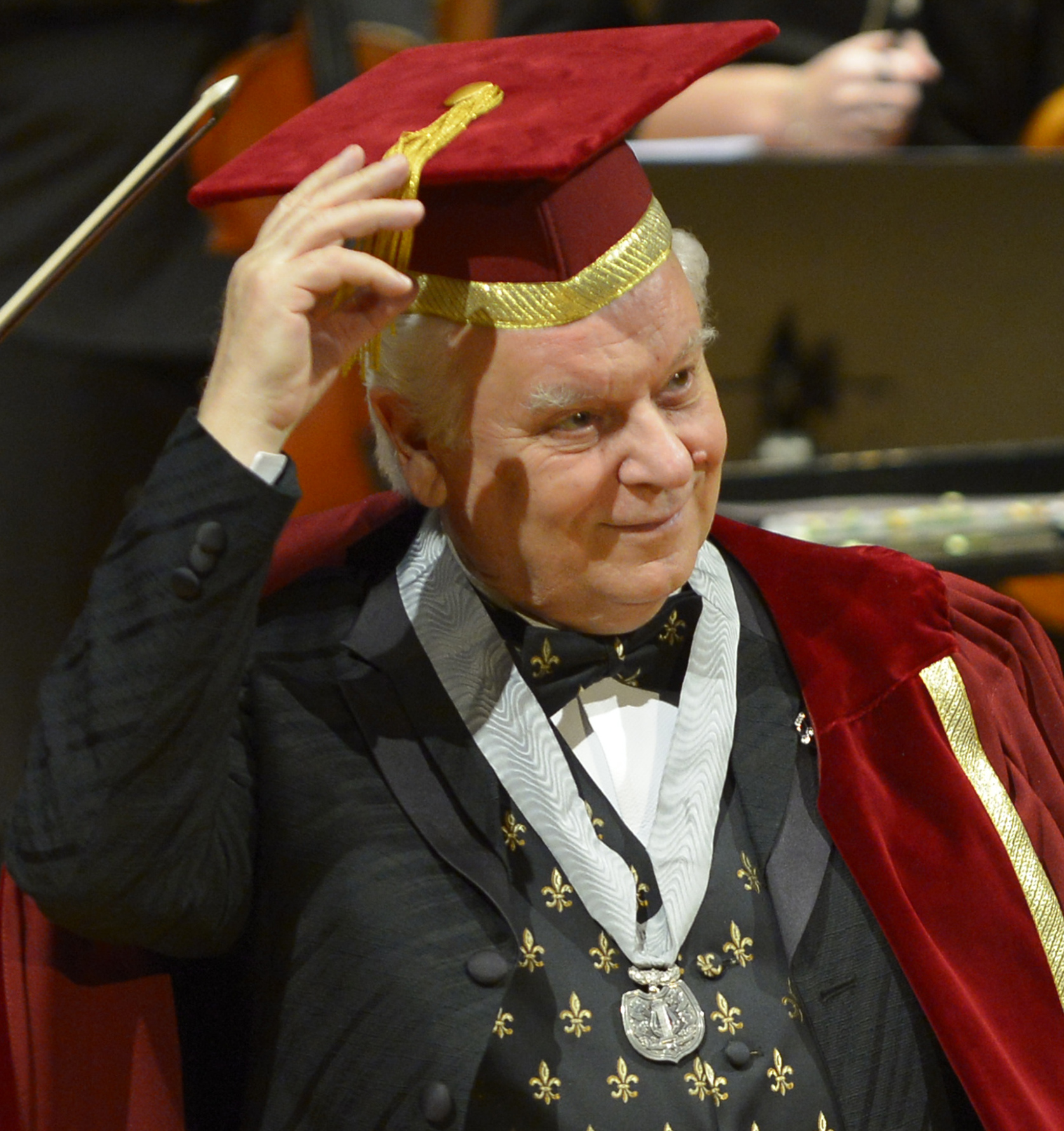
Juri Iwanowitsch Simonow, 2019

Juri Iwanowitsch Simonow (russisch Ю́рий Ива́нович Си́монов; * 4. März 1941 in Saratow, Sowjetunion) ist ein russischer Dirigent. Er studierte am Sankt Petersburger Konservatorium bei Nikolai Rabinowitsch und war danach Assistent des Dirigenten Jewgeni Alexandrowitsch Mrawinskis bei den Sankt Petersburger Philharmonikern.
Simonow fand 1969 seine erste Anstellung als Dirigent am Bolschoi-Theater und wurde schon ein Jahr später, im Februar 1970, zum Chefdirigenten befördert. Er war zu dieser Zeit der jüngste Dirigent, der das Orchester des Bolschoi-Theaters jemals leitete. Nach dem Auslaufen seines Vertrages 1985 gründete er 1986 das Maly State Orchestra der UdSSR und gab mit ihm Gastspiele außer in der Sowjetunion auch in Deutschland, Polen, Ungarn und in Italien. 1998 wechselte er als Musikdirektor an das Moskauer Philharmonische Orchester. Parallel dazu war er von 1994 bis 2002 in derselben Position am Orchestre national de Belgique in Brüssel tätig.

## Auszeichnungen (Auswahl)
- Volkskünstler der RSFSR (1976)
- Volkskünstler der UdSSR (1981)
- Orden der Ehre (2001)
- Verdienstorden für das Vaterland (2011, 4. Klasse)

## Ausgewählte Tonaufnahmen
- Rodion Shchedrin: Ballettmusik - Anna Karenina Bolschoi-Theater Orchester 1980, VAI (DVD)